# Spica-Klasse (1974)
Die Spica-Klasse (teilweise auch als S-Klasse bezeichnet) war eine Klasse von Lotsenstationsschiffen des niederländischen Lotsendienstes.

## Beschreibung
Die Schiffe wurden von der Abteilung Hoofdafdeling Materieel der Koninklijke Marine in Zusammenarbeit mit dem Lotsendienst auf Basis der in der Scheldemündung eingesetzten Schiffe der Capella-Klasse entworfen. Sie wurden 1973 bis 1974 auf der Werft Amels Holland in Makkum für den Lotsdienst der Seehäfen am Nieuwe Waterweg und in Rotterdam gebaut. Sie ersetzten drei ältere, zwischen 1948 und 1950 gebaute Schiffe.
Der Antrieb der Schiffe erfolgte dieselelektrisch. Die Propulsion erfolgte durch einen Elektromotor mit 1200 PS Leistung, der einen Propeller antrieb. Für die Stromerzeugung standen drei Dieselgeneratorsätze zur Verfügung, die jeweils aus einem Dieselmotor des Herstellers Paxman (Typ: 12 RPHCZ) mit 600 PS Leistung sowie einem Gleichstromgenerator des Herstellers Smit Slikkerveer für die Versorgung des Antriebsmotors und einem Drehstromgenerator des Herstellers Heemaf für die Versorgung des Bordnetzes bestanden. Bei Versorgung des Antriebsmotors mit einem Generator erreichten die Schiffe etwa 8,3 kn, mit zwei bzw. drei Generatoren 11 bzw. 13 kn. Die Schiffe waren mit einem elektrisch angetriebenen Bugstrahlruder mit 420 PS Leistung ausgestattet.
Um die Geräuschentwicklung an Bord zu minimieren, waren die Dieselgeneratorsätze sowie andere Maschinen im Maschinenraum auf Schwingungsdämpfern montiert. Außerdem waren die Wände des Maschinenraums mit schalldämmenden Materialien versehen.
An Bord befanden sich Kabinen für die Schiffsbesatzung. Für die Lotsen waren weitere sieben Doppelkabinen sowie ein Ruheraum mit acht Sitzplätzen eingerichtet. Für die Schiffsbesatzung standen nach Dienstgraden getrennte Messen und Aufenthaltsräume zur Verfügung. Je eine weitere Messe und ein weiterer Aufenthaltsraum stand den Lotsen zur Verfügung.
Für die Versetzung der Lotsen waren die Lotsenstationsschiffe mit vier Beibooten ausgerüstet, von denen jeweils zwei pro Seite mithilfe von Davits zu Wasser gelassen und wieder aufgenommen werden konnten. Zu dem System gehörten auch 23 Meter lange, schnelle Tenderboote, mit deren Hilfe Lotsen von der Lotsenstation an Land zum Lotsenstationsschiff gebracht bzw. von dort abgeholt werden konnten. Die Boote konnten auch für die Ver- und Entsorgung der Stationsschiffe genutzt werden.
Die Schiffe waren im Achterschiffsbereich mit einem Helipad ausgestattet, das für den Lotsentransfer per Helikopter genutzt werden konnte (der beispielsweise nötig war, um Lotsen an Bord von Tankern zu bringen, die bereits weiter vor der Lotsenstation besetzt werden mussten).

## Schiffe
| Spica-Klasse | Spica-Klasse | Spica-Klasse | Spica-Klasse                                       | Spica-Klasse                                                                          |
| Bauname      | Baunummer    | IMO-Nummer   | Kiellegung Stapellauf Ablieferung                  | Spätere Namen und Verbleib                                                            |
| ------------ | ------------ | ------------ | -------------------------------------------------- | ------------------------------------------------------------------------------------- |
| Spica        | 326          | 8933978      | 17. Januar 1973 15. September 1973 22. Januar 1974 | 1997 Intuition II, 2019: Just B                                                       |
| Altair       | 327          | 8880195      | 8. Mai 1973 26. Januar 1974 15. März 1974          | 1996 Cargill, 2000 Umbau zur Yacht, Altair                                            |
| Fomalhaut    | 335          | 8925646      | 31. Oktober 1973 14. August 1974 1974              | 1997 Princess Laya, 1998 Elanymor, 1998/1999 Umbau zur Yacht, 2008 Akula, 2022: Omnia |

Die Schiffe mit Heimathafen Rotterdam waren nach Sternen – Spica, Altair und Fomalhaut – benannt.

## Verbleib der Schiffe

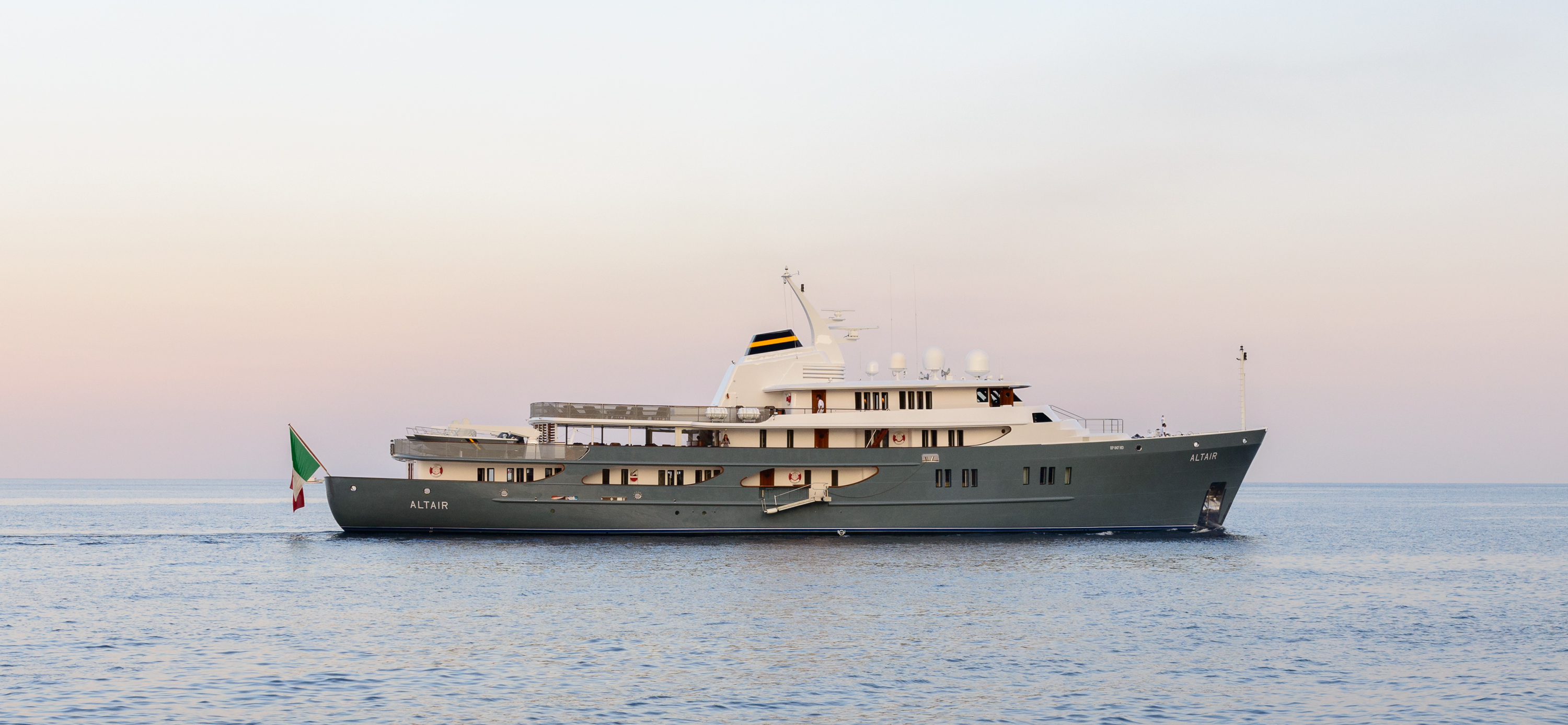
Zur Yacht umgebaute Altair

Alle drei Schiffe wurden nach der Außerdienststellung verkauft und zu Yachten umgebaut.
Die Spica wurde 1997 zur Yacht Intuition II umgebaut. Die Yacht wurde unter der Flagge der Cayman Islands betrieben. Seit 2019 heißt die Yacht Just B und fährt unter der Flagge der Marshallinseln. An Bord ist Platz für 14 Besatzungsmitglieder und 14 Passagiere.
Die Altair wurde nach der Außerdienststellung zunächst an Greenpeace verchartert. Greenpeace nutzte das Schiff für zwei aufsehenerregende Einsätze in der Nordsee im Rahmen der Protestaktionen gegen die geplante Versenkung der Brent Spar und im Mittelmeer für Protestaktionen gegen Atomwaffentests im Pazifik. 1996 wurde das Schiff verkauft und in Cargill umbenannt. Im Jahr 2000 wurde es in eine Yacht umgebaut und erhielt wieder den Namen Altair. Die Altair fährt unter der Flagge Italiens. An Bord ist Platz für 20 Besatzungsmitglieder und 18 Passagiere, für die neun Kabinen zur Verfügung stehen.
Die Fomalhaut wurde 1997 verkauft und in Princess Laya umbenannt. 1998 wurde das Schiff in Elanymor umbenannt. Der Umbau zur Yacht erfolgte 1998/1999. 2008 wurde die unter der Flagge des Vereinigten Königreichs betriebene Yacht in Akula umbenannt. An Bord der Yacht ist Platz für 15 Besatzungsmitglieder und zehn Passagiere in fünf Kabinen. Seit 2022 heißt die nun unter der Flagge Maltas fahrende Yacht Omnia.